# Sinocalamus maiensis
Sinocalamus maiensis är en gräsart som beskrevs av To Quyen Nguyen. Sinocalamus maiensis ingår i släktet Sinocalamus och familjen gräs. Inga underarter finns listade i Catalogue of Life.